# 対数的微分形式
複素多様体論や代数多様体論では、対数的(logarithmic)微分形式は、ある種類の極をもつ有理型微分形式である。
X を複素多様体とし、D ⊂ X を因子、ω を X−D 上の正則 p-形式とする。ω と dω が D に沿って大きくとも 1 の位数の極を持つとき、ω を D に沿って対数的極を持つという。ω は対数的 p-形式とも呼ばれる。対数的 p-形式はD に沿った X 上の有理 p-形式の層をなし、次のように書く。
{\displaystyle \Omega _{X}^{p}(\log D).}
リーマン面の理論では、次の局所表現を持つ対数的 1-形式が存在する。ある有理型函数（有理函数） {\displaystyle f(z)=z^{m}g(z)} に対し
{\displaystyle \omega ={\frac {df}{f}}=\left({\frac {m}{z}}+{\frac {g'(z)}{g(z)}}\right)dz}
となる。ここに g は 0 で正則で 0 とはならなく、m は f の 0 でのオーダーである。すなわち、ある開被覆が存在し、この微分形式の対数微分としての局所表現が存在する（通常の微分作用素 d/dz の中の外微分 d を少し変形する）。ω が整数の留数の単純極を持つだけであることに注意する。高次元の複素多様体では、ポアンカレ留数(Poincaré residue)は、極に沿った対数的微分形式の振る舞いを記述することに使われる。

## 正則対数複体
{\displaystyle \Omega _{X}^{p}(\log D)} の定義と外微分形式 d は d2 = 0 を満たすという事実により、
{\displaystyle d\Omega _{X}^{p}(\log D)(U)\subset \Omega _{X}^{p+1}(\log D)(U)}
を得る。このことは、因子 D に対応する正則対数複体(holomorphic log complex)として知られている層の複体 {\displaystyle (\Omega _{X}^{\bullet }(\log D),d)} が存在することを意味する。この複体は、{\displaystyle j_{*}\Omega _{X-D}^{\bullet }} の部分複体であり、そこでは {\displaystyle j:X-D\rightarrow X} は包含写像であり、{\displaystyle \Omega _{X-D}^{\bullet }} は X − D 上の正則形式の層の複体である。
特別に興味のわく場合は、D が単純に横断的交叉(normal crossings)を持つ場合である。従って、{\displaystyle \{D_{\nu }\}} が D の滑らかな既約成分であれば、{\displaystyle D=\sum D_{\nu }} と {\displaystyle D_{\nu }} は横断的に交わる。局所的に、D は超平面の合併で、何らかの正則座標系で形式 {\displaystyle z_{1}\cdots z_{k}=0} の方程式として局所的定義される。従って、{\displaystyle \Omega _{X}^{1}(\log D)} の p での茎は、
{\displaystyle \Omega _{X}^{1}(\log D)_{p}={\mathcal {O}}_{X,p}{\frac {dz_{1}}{z_{1}}}\oplus \cdots \oplus {\mathcal {O}}_{X,p}{\frac {dz_{k}}{z_{k}}}\oplus {\mathcal {O}}_{X,p}dz_{k+1}\oplus \cdots \oplus {\mathcal {O}}_{X,p}dz_{n}}
と
{\displaystyle \Omega _{X}^{k}(\log D)_{p}=\bigwedge _{j=1}^{k}\Omega _{X}^{1}(\log D)_{p}}
を満たす。
たとえば、 に見られるように、このことは、対数複体の項を、横断的交叉を持つ因子に対応する正則対数複体として使う著者もいる。

### 高次元の例
{\displaystyle g(x,y)=y^{2}-f(x)=0} を満たす複素数の点 (x, y) の軌跡として与えられたひとつ穴のあいた楕円曲線を考える。そこでは、{\displaystyle f(x)=x(x-1)(x-\lambda )} と {\displaystyle \lambda \neq 0,1} は複素数である。すると、D は C2 の中の滑らかな既約な超平面であり、特に、因子は単純な横断的交叉を持っている。C2 上に有理型 2-形式
{\displaystyle \omega ={\frac {dx\wedge dy}{g(x,y)}}}
が存在する。これらは極 D に沿っている。D にそった ω のポアンカレ留数は正則 1-形式
{\displaystyle {\text{Res}}_{D}(\omega )={\frac {dy}{\partial g/\partial x}}|_{D}=-{\frac {dx}{\partial g/\partial y}}|_{D}=-{\frac {1}{2}}{\frac {dx}{y}}|_{D}}
により与えられる。ギシン完全系列(Gysin sequence)は、対数的微分形式の留数理論にとって不可欠であり、ある意味ではコンパクトリーマン面の留数定理の一般化である。留数定理は、たとえば、{\displaystyle dx/y|_{D}} が P2 の中の射影閉包上の正則 1-形式が、滑らかな楕円曲線へ拡張される。

### ホッジ理論
正則対数複体は、複素代数多様体のホッジ理論への適用することが可能である。X を複素代数多様体、{\displaystyle j:X\hookrightarrow Y} を良いコンパクト化とする。このことは Y がコンパクト代数多様体で、D = Y − X が Y 上の単純な横断的交叉をもつ因子であることを意味する。層の複体の自然な包含写像
{\displaystyle \Omega _{Y}^{\bullet }(\log D)\rightarrow j_{*}\Omega _{X}^{\bullet }}
は、擬同型であることがわかる。このように、
{\displaystyle H^{k}(X;\mathbf {C} )=\mathbb {H} ^{k}(Y,\Omega _{Y}^{\bullet }(\log D))}
となる。ここに {\displaystyle \mathbb {H} ^{\bullet }} はアーベル層の複体の超コホモロジー(hypercohomology) を表わす。 には降下フィルトレーション {\displaystyle W_{\bullet }\Omega _{Y}^{p}(\log D)} が存在し、
{\displaystyle W_{m}\Omega _{Y}^{p}(\log D)={\begin{cases}0&m<0\\\Omega _{Y}^{p}(\log D)&m\geq p\\\Omega _{Y}^{p-m}\wedge \Omega _{Y}^{m}(\log D)&0\leq m\leq p\end{cases}}}
で与えられることが示されている。このフィルトレーションは、対数的 p-形式の自明な上昇フィルトレーション {\displaystyle F^{\bullet }\Omega _{Y}^{p}(\log D)} に沿って、コホモロジー上のフィルトレーション
{\displaystyle W_{m}H^{k}(X;\mathbf {C} )={\text{Im}}(\mathbb {H} ^{k}(Y,W_{m-k}\Omega _{Y}^{\bullet }(\log D))\rightarrow H^{k}(X;\mathbf {C} ))}
{\displaystyle F^{p}H^{k}(X;\mathbf {C} )={\text{Im}}(\mathbb {H} ^{k}(Y,F^{p}\Omega _{Y}^{\bullet }(\log D))\rightarrow H^{k}(X;\mathbf {C} ))}
を再現する。 では、{\displaystyle W_{m}H^{k}(X;\mathbf {C} )} を実際、Q 上で定義することができるので、コホモロジー上のフィルトレーション {\displaystyle W_{\bullet },F^{\bullet }} は {\displaystyle H^{k}(X;\mathbf {Z} )} 上の混合ホッジ構造を発生させる。
古典的には、たとえば、楕円函数の理論の中では、対数的微分形式は第一種微分形式(differentials of the first kind)の補完物と考えられてきた。対数的微分形式は、第二種微分形式と呼ばれることもある（不幸にも、第三種微分形式との間に不整合がある）。古典論は、現在では、ホッジ理論の一面として取り込まれている。たとえば、あるリーマン面 S に対し、第一種微分形式は、H1(S) の項 H1,0 として考えられている。ドルボー同型により層コホモロジー群 H0(S,Ω) として解釈すると、これらの定義は同義と考えられる定義である。0 が S 上の正則函数 の層であるとき、 H1(S,O) と解釈できるように、H1(S) の中の H1,0 直和を、対数的微分形式のベクトル空間として、より具体的にみなすことができる。